# 春城号电力动车组
春城号电力动车组是中国铁路的电力动车组车型之一，由长春客车厂、株洲电力机车研究所和昆明铁路局于1999年联合研制成功。春城号电力动车组是为迎接1999年昆明世界园艺博览会而开发制造，也是中国大陆首列投入商业运行的电力动车组，采用交—直流电传动，最高运行速度为120公里/小时。

## 发展历史

### 研制
1988年，长春客车厂成功研制了一列4节编组的KDZ1型动力分散式电力动车组，采用交—直流电传动，最高速度可达140公里/小时，但因运用条件不成熟等原因而未能投入运用。至1990年代末，随着中国成功申办1999年昆明世界园艺博览会，为满足博览会举办期间游客往来昆明周边旅游城市的短途运输需求，昆明铁路局决定投资1680万元人民币引进一列短编组的电力动车组，并于1998年8月7日与长春客车厂、株洲电力机车研究所签订了新型电动车组的技术协议。新型电力动车组定型为KDZ1A型，表示是在KDZ1型电力动车组基础上发展而来的改进产品，并被命名为“春城号”；列车由长春客车厂负责总体设计，株洲电力机车研究所负责电力传动系统设计。
1999年3月，春城号电力动车组在长春出厂，完成调试后随即赴北京环形铁道试验基地进行各项试验，最高试验速度达到132公里/小时；同年4月11日，春城号列车完成各种电气和动力学性能试验后，在北京环形铁道宣布研制成功并举行发布会，并配属昆明铁路局。

### 运用
1999年4月16日，春城号电力动车组在博览会开幕前夕，于昆明站举行首发剪彩仪式，开行了昆明至石林的K439/440次旅客列车，因此又称“石林号”列车，并成为中国大陆首列投入商业运行的电力动车组，也是中国西南地区第一列流线型电动车组，因此在当时吸引了众多新闻媒体的争相报道。由于春城号电力动车组由开始设计到投入运行仅仅用了8个多月的时间，期间试验时间较短，导致列车投入服务后初期尤其辅助电源系统、传动系统、风源系统等方面发生了较多故障，经过一段时间进行改进之后状态才渐趋稳定。
在昆明世界园艺博览会举办期间，受惠于旅游客流增长，“石林号”列车趟趟爆满；但在博览会结束之后，列车客流受到旅行社和公路客运竞争影响而每况愈下，每趟列车经常只有三四十名旅客乘坐。2003年5月6日，曾经在南昆铁路上风光一时的“石林号”列车因客流不景气被迫停运，此后春城号电力动车组改为担当昆明至宣威的旅客列车。2006年初，春城号又改为担当昆明至楚雄的5651/2/3/4次普通旅客列车，经由成昆铁路、广大铁路运行，由于广大铁路未电气化，因此春城号列车在广通至楚雄间由东风4B型柴油机车牵引运行。
2007年4月，沪昆铁路沾昆复线建成通车，为了充分利用复线铁路大通道功能，昆明铁路局增加了管内沪昆线列车开行对数。2007年6月1日起，开通了昆明至曲靖间城际列车，由春城号电力动车组担当，每天开行T901/2次和T903/4次两对城际列车，从昆明至曲靖需106分钟；但由于受到沪昆铁路的供电系统分相区设置的限制，春城号电力动车组编组缩减至4节（2个动力单元、2个受电弓），列车载客量减少至372人。2007年8月，春城号列车的电路系统进行了改造后，恢复以6节编组运行。
2009年，春城号电力动车组开始被封存于广通机务段，而另一节备用头车被封存于昆明机务段。

## 技术特点

### 总体结构
春城号电力动车组为6节编组，由2辆带司机室的头车、3辆中间动车、1辆中间拖车组成，其中包括4辆硬座车、2辆软座车。列车由三个独立动力单元组成，每一动一拖组成一个电气独立单元，司机可在任一司机室对全列车进行操纵，牵引总功率为2160千瓦。头车和中间拖车的车顶装有受电弓、主断路器、避雷器等，车底装有主变压器、主整流器、辅助逆变器等设备；中间动车车底装有平波电抗器柜、辅助逆变器柜等设备，每个车轴均为动轴及装有牵引电动机，车顶并设有自通风电阻制动柜。而经过改造后，取消了第二动力单元的受电弓并增加了连接各车厢的25千伏高压连接线，三个动力单元共用一个受电弓，使列车运行时仅需要一个受电弓即可满足需要。
车厢采用无中粱轻型车体钢结构，各车厢之间采用15号小间隙车钩连接，车头外观采用流线型设计，车体下部两侧并设有裙板。列车总定员为600人，其中软座车采用“2+2”座席布置，每辆定员为64人；硬座车采用“2+3”座席布置，每辆定员为116人。列车采用日本NABCO模拟制动机，实现空电联合制动；厕所采用真空集便器；车门采用气动塞拉门。
春城号电力动车组总重381吨，其中动车轴重小于等于18吨。

### 列车编组
| 车厢号   | 1                | 2          | 3              | 4          | 5          | 6                |
| 车型     | RZ25DT           | YZ25DD     | YZ25DT         | YZ25DD     | YZ25DD     | RZ25DT           |
| 种类     | 软座车           | 硬座车     | 硬座车         | 硬座车     | 硬座车     | 软座车           |
| 动力配置 | 〇〇 〇〇 拖车   | ●● ●● 动车 | 〇〇 〇〇 拖车 | ●● ●● 动车 | ●● ●● 动车 | 〇〇 〇〇 拖车   |
| 动力单元 | ①                | ①          | ②              | ②          | ③          | ③                |
| 定员     | 64               | 116        | 116            | 116        | 116        | 64               |
| 其他     | 设司机室、受电弓 |            | 设受电弓       |            |            | 设司机室、受电弓 |

### 传动系统
春城号电力动车组采用交—直流电传动，接触网导线上的25千伏单相工频交流电电流，经受电弓引入列车后经过主断路器，经过高压电缆进入车底的主变压器，交流电经过主变压器四个牵引绕组降压后进入晶闸管整流装置，将交流电转换成电压可调的直流电，向同一单元内相邻动车的四台牵引电动机供电。主变压器为壳式铁心全密封变压器，采用强迫导向油循环吹风冷却。整流装置采用晶闸管经济四段桥整流电路，实现相控平滑调压，冷却方式为强迫风冷。牵引电动机为DS-112A型四极串励脉流牵引电动机，持续功率为180千瓦，持续速度75km/h，磁场削弱系数为90%。
辅助系統电路采用分组整流、分散逆变的方式，全列车采用600伏直流电源集中供电，每节车厢底下装有一台单—三相辅助逆变器，将600伏直流电逆变为两路380伏交流电源，可为空调、电热、电茶炉以及微波炉等电器设备提供电源。

### 控制系统
春城号电力动车组所使用的微机控制系统是在韶山8型电力机车微机控制装置基础上研制的，每个动力单元设有一个微机控制柜，在列车两端司机操纵台上各装有一个TFT彩色液晶显示屏，微机系统用于对电传动部分的控制，包括牵引和制动特性控制、防空转和防滑行保护、列车供电控制、自动过分相及故障诊断显示等功能。由于当时中国国内尚未有成熟的列车控制网络技术，因此仿效了双节重联的韶山4B型电力机车，采用RS-485标准形成列车总线，各单元互相连成通信网络并交换信息。而控制命令不经网络，网络通信只传送状态数据，供显示屏显示。但由于韶山4B型机车的RS-485通信总线连接在两节相邻的机车间，而在春城号动车组上通信距离大幅延长，贯穿全列车，因而采取各种抗电磁干扰的措施。

### 转向架
每节车厢装用两台二轴转向架，采用长春客车厂研制的CW-200型无摇动台高速转向架。CW-200型转向架采用H型焊接构架、无磨耗转臂式轴箱定位装置；一系悬挂为轴箱螺旋弹簧加垂向油压减震器，中央悬挂装置采用空气弹簧，车体与转向架构架之间并设有横向减震器、横向缓冲器、抗侧滚扭杆。动车转向架采用单元式踏面制动系统并设有停放制动，拖车转向架采用盘式制动，两者均设有电子防滑器。牵引电动机采用架承式全悬挂、单边直齿传动。

## 车辆保存
春城号电力动车组的其中一辆头车（RZ25DT 110875）和一辆中间车（YZ25DD 345767），于2014年5月进入位于云南省昆明市的云南铁路博物馆保存展示。

## 技术参数
| 列車編組     | 6节（3动3拖）                     |
| 全列长度     | 159米                             |
| 车厢长度     | 头车：25,770 mm 中间车：25,500 mm |
| 車體宽度     | 3,105 mm                          |
| 車體高度     | 4,134 mm                          |
| 編組重量     | 380 t                             |
| 軸重         | ≤18 t                             |
| 軌距         | 1,435 mm                          |
| 轉向架       | CW-200                            |
| 车厢定员     | 头车：64人 中间车：116人          |
| 編組定员     | 608人                             |
| 營運速度     | 120 km/h                          |
| 設計最高速度 | 120 km/h                          |
| 試驗速度     | 127 km/h                          |
| 起動加速度   | 0.33m/s2（0.828km/h/s）           |
| 供電制式     | AC 25kV 50Hz                      |
| 傳動方式     | 交—直流电                         |
| 牽引電動機   | DS-112A × 12                      |
| 電動機功率   | 180 kW                            |
| 牽引功率     | 2,160 kW                          |
| 傳動比       | 91：19                            |
| 控制裝置     | 晶闸管四段桥相控调压              |